# Karate-Europameisterschaften 2010
Die 45. Karate-Europameisterschaften der European Karate Federation wurden vom 7. bis 9. Mai 2010 im Faliro Pavilion in Athen in Griechenland ausgetragen. Insgesamt starteten 475 Teilnehmer.

## Medaillen Herren

### Einzel
| Kategorie     | Gold                    | Silber            | Bronze                                   |
| ------------- | ----------------------- | ----------------- | ---------------------------------------- |
| Kata          | Luca Valdesi            | Fernando San José | Vu Duc Minh Dack Dejan Pajkić            |
| Kumite -60 kg | Michele Giuliani        | Ilyas Demir       | Danil Domdjoni Konstantinos Sidiropoulos |
| Kumite -67 kg | Dimitrios Triantafyllis | Ciro Massa        | Ádám Kovács William Rolle                |
| Kumite -75 kg | Rafael Aghayev          | Georgios Tzanos   | Luigi Busà René Smaal                    |
| Kumite -84 kg | Timothy Petersen        | Alen Kupusović    | Ognen Gruevski Salvatore Loria           |
| Kumite +84 kg | Jonathan Horne          | Dejan Umičević    | Stefano Maniscalco Tomas Reich           |

### Mannschaft
| Kategorie | Gold | Silber | Bronze                                |
| --------- | --- | --- | ------------------------------------- |
| Kata      | Italien Vincenzo Figuccio Lucio Maurino Luca Valdesi                                                           | Spanien Damián Quintero Francisco Salazar Fernando San José                                                   | Frankreich Tschechien                 |
| Kumite    | Türkei Okay Arpa Enes Erkan Gökhan Gündüz Yavuz Karamollaoğlu Murat Salih Kurnaz Yaser Şahintekin Serkan Yağcı | Spanien Javier Badás Ricardo Barbero Matías Gómez Óscar Martínez Antonio Sánchez Óscar Vázquez Jagoba Vizuete | Aserbaidschan Bosnien und Herzegowina |

## Medaillen Damen

### Einzel
| Kategorie     | Gold                 | Silber             | Bronze                          |
| ------------- | -------------------- | ------------------ | ------------------------------- |
| Kata          | Mirna Šenjug         | Sandy Scordo       | Barbora Bosnyáková Yaiza Martín |
| Kumite -50 kg | Evdoxia Kosmidou     | Monika Višňovská   | Betty Aquilina Gülderen Çelik   |
| Kumite -55 kg | Sara Cardin          | Jelena Kovačević   | Anna Fajkowska Serap Özçelik    |
| Kumite -61 kg | Carmen Vicente       | Laura Pasqua       | Lolita Dona Mirsada Suljkanović |
| Kumite -68 kg | Vassiliki Panetsidou | Hafsa Şeyda Burucu | Tiffany Fanjat Silvia Sperner   |
| Kumite +68 kg | Vanesca Nortan       | Ana-Marija Čelan   | Cristina Feo Radka Krejčová     |

### Mannschaft
| Kategorie | Gold                                                                | Silber                                                       | Bronze                                                                    |
| --------- | ------------------------------------------------------------------- | ------------------------------------------------------------ | ------------------------------------------------------------------------- |
| Kata      | Spanien Fátima de Acuña Ruth Jiménez Yaiza Martín                   | Italien Sara Battaglia Viviana Bottaro Michela Pezzetti      | Frankreich Serbien                                                        |
| Kumite    | Spanien Irene Colomar Cristina Feo Carmen Vicente Cristina Vizcaíno | Italien Sara Cardin Roberta Minet Laura Pasqua Greta Vitelli | Schweiz Jessica Cargill Aurélie Magnin Diana Schwab Bettina Suess Serbien |

## Medaillenspiegel
Ausrichter 
| Platz | Land                    | Gold | Silber | Bronze | Gesamt |
| ----- | ----------------------- | ---- | ------ | ------ | ------ |
| 1     | Italien                 | 4    | 4      | 3      | 11     |
| 2     | Spanien                 | 3    | 3      | 2      | 8      |
| 3     | Griechenland            | 3    | 1      | 1      | 5      |
| 4     | Niederlande             | 2    | 0      | 1      | 3      |
| 5     | Türkei                  | 1    | 2      | 2      | 5      |
| 6     | Kroatien                | 1    | 2      | 1      | 4      |
| 7     | Aserbaidschan           | 1    | 0      | 1      | 2      |
|       | Deutschland             | 1    | 0      | 2      | 2      |
| 9     | Frankreich              | 0    | 1      | 7      | 8      |
| 10    | Serbien                 | 0    | 1      | 3      | 4      |
| 11    | Bosnien und Herzegowina | 0    | 1      | 2      | 3      |
| 12    | Slowakei                | 0    | 1      | 1      | 2      |
| 13    | Tschechien              | 0    | 0      | 3      | 3      |
| 14    | Ungarn                  | 0    | 0      | 1      | 1      |
|       | Nordmazedonien          | 0    | 0      | 1      | 1      |
|       | Polen                   | 0    | 0      | 1      | 1      |
|       | Schweiz                 | 0    | 0      | 1      | 1      |
| Total | Total                   | 16   | 16     | 32     | 64     |